# Edificios en calle Bartolomé José Gallardo 1, 3 y 5 de Alcoy
Los edificios en calle Bartolomé José Gallardo 1, 3 y 5, situados en la calle Bartolomé José Gallardo números 1, 3 y 5 de la ciudad de Alcoy (Alicante), Comunidad Valenciana, son unos edificios residenciales de estilo modernista valenciano construidos en el año 1905, que fueron proyectados por el arquitecto contestano Timoteo Briet Montaud.
Este grupo de edificios de viviendas se proyectan en el año 1905 en simetría, con un edificio central en piedra y los dos que lo flanquean en color verde.
El arquitecto Timoteo Briet Montaud, ensaya en las fachadas de los números 1 y 5 con azulejos, algo poco usual en el modernismo alcoyano. La decoración es sencilla, se aprecia en las líneas curvas y sinuosas de los remates.
El campus de Alcoy de la Universidad Politécnica de Valencia después de la adecuación de la fábrica de Ferràndiz y Carbonell, ocupa actualmente el número 5 del conjunto de edificios.